# Louise Victoria van Alençon

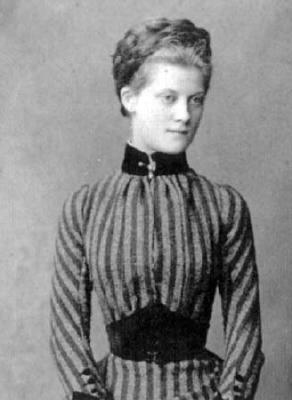
Louise Victoria van Alençon

Louise Victoria Marie Amelia Sophie (Londen, 19 juli 1869 – München, 4 februari 1952) was een prinses van Alençon-Orléans. 

## Leven
Louise Victoria was de dochter van hertog Ferdinand van Alençon en hertogin Sophie in Beieren (het jongste zusje van keizerin Elisabeth van Oostenrijk-Hongarije).
Louise had een bijzondere vriendschap met haar nicht, Marie Valerie van Oostenrijk.
Ze trouwde in 1891 in Slot Nymphenburg met de Beierse prins Alfons. Deze had eerst gedongen naar de hand van Marie Valerie, maar Alfons had haar bij het kennismakingsbezoek dusdanig verveeld, dat het niet tot een huwelijk kwam.

## Kinderen
- Jozef Clemens (25 mei 1902-8 januari 1990)
- Elisabeth Maria (10 oktober 1913-3 maart 2005), trouwde met Franz Joseph von Kageneck

## Noot
1. ↑  Brigitte Hamann, Elisabeth. Kaiserin wider Willen München, 1981, 1997. blz 534 e.v.